# Кунесть
Куне́сть — деревня в Юшкинской волости Гдовского района Псковской области.

## География
Расположена на реке Куне, в 1 км от восточного берега Чудского озера и в 5 км от автодороги Р60 Псков-Гдов, в пограничной с Эстонией зоне, для проезда требуется пропуск.

## История
В Писцовых Книгах 1585—1587 гг. упоминается как центр Кунейской губы Гдовского уезда.
Известно, что до 1764 года в Кунестском погосте была церковь Св. Николая Чудотворца, которая сгорела со всеми документами, но была в том же году построена помещиком Ергольским церковь Петра и Павла, после чего была оставлена надпись: «Сия церковь в., декабря в 26 день день, сгорела; вновь построена того-ж году старанием помещика Григория Тишина, а лес и деньги собраны были от него на иконостас, образа, церковную утварь. Освящение храма исправлено подаянием доброхотных подателей, старанием помещика Андрея Ергольского, а крест сей писал своею рукою». Метрические книги имелись с 1810 года. В середине XIX века существовала школа в квартире священника.

## Население
| 2001 | 2002 | 2010 |
| ---- | ---- | ---- |
| 8    | ↗10  | ↗15  |

## Инфраструктура
Ближайшее почтовое отделение находится в деревне Трутнево.

## Фотогалерея

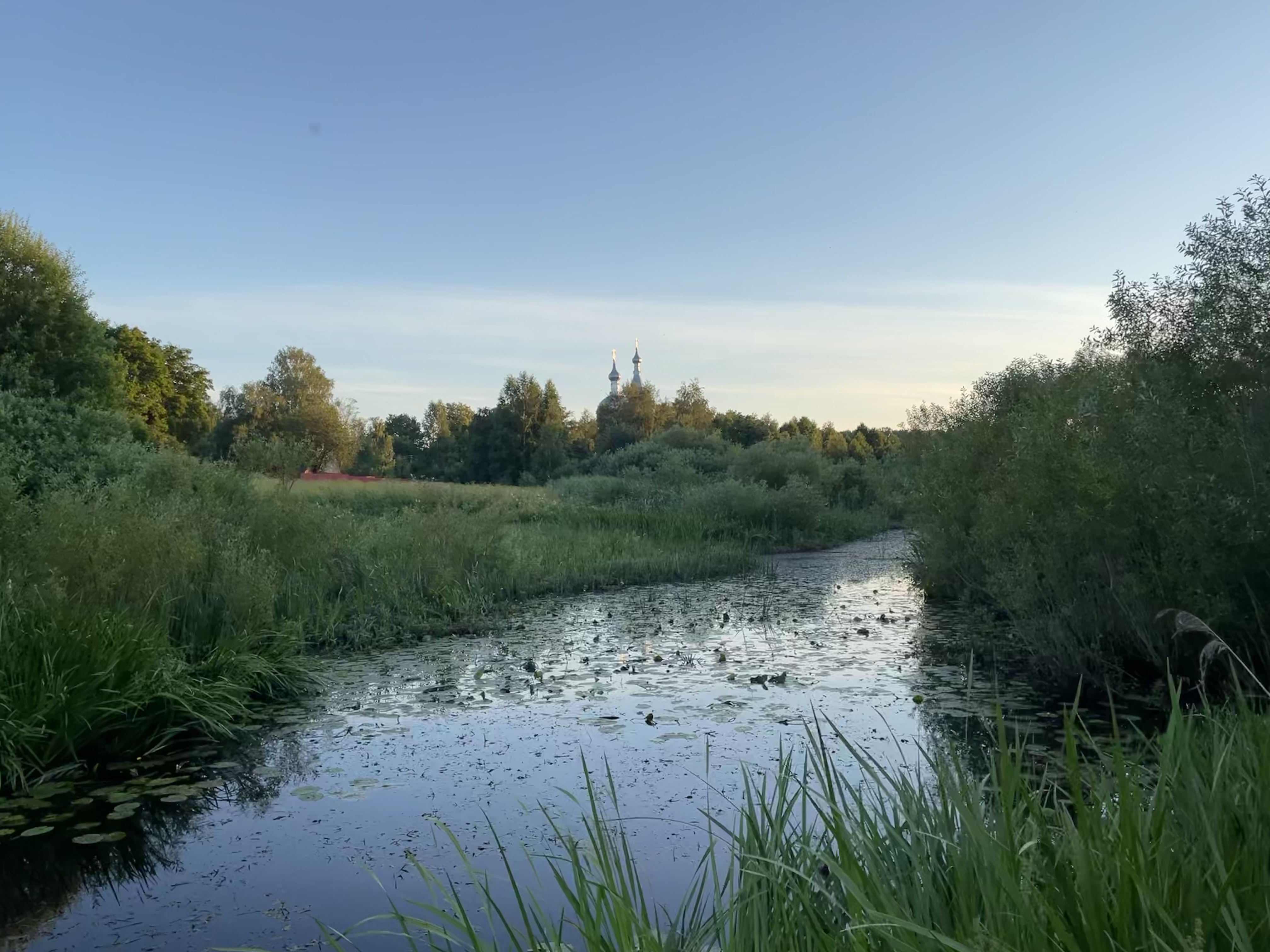
Вид с моста через Куну между Кунестью и Горкой
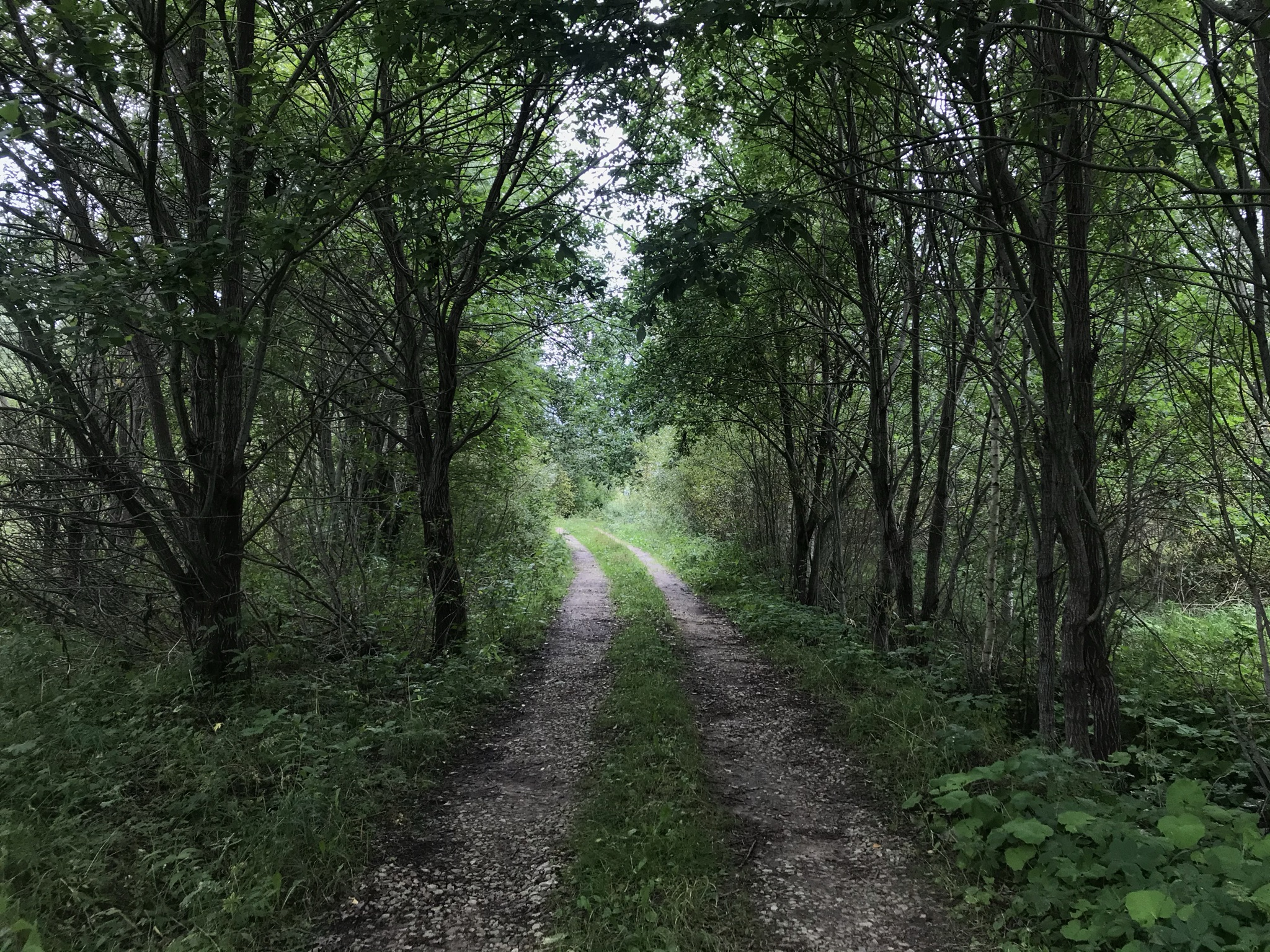
Дорога из Кунести в Загорье
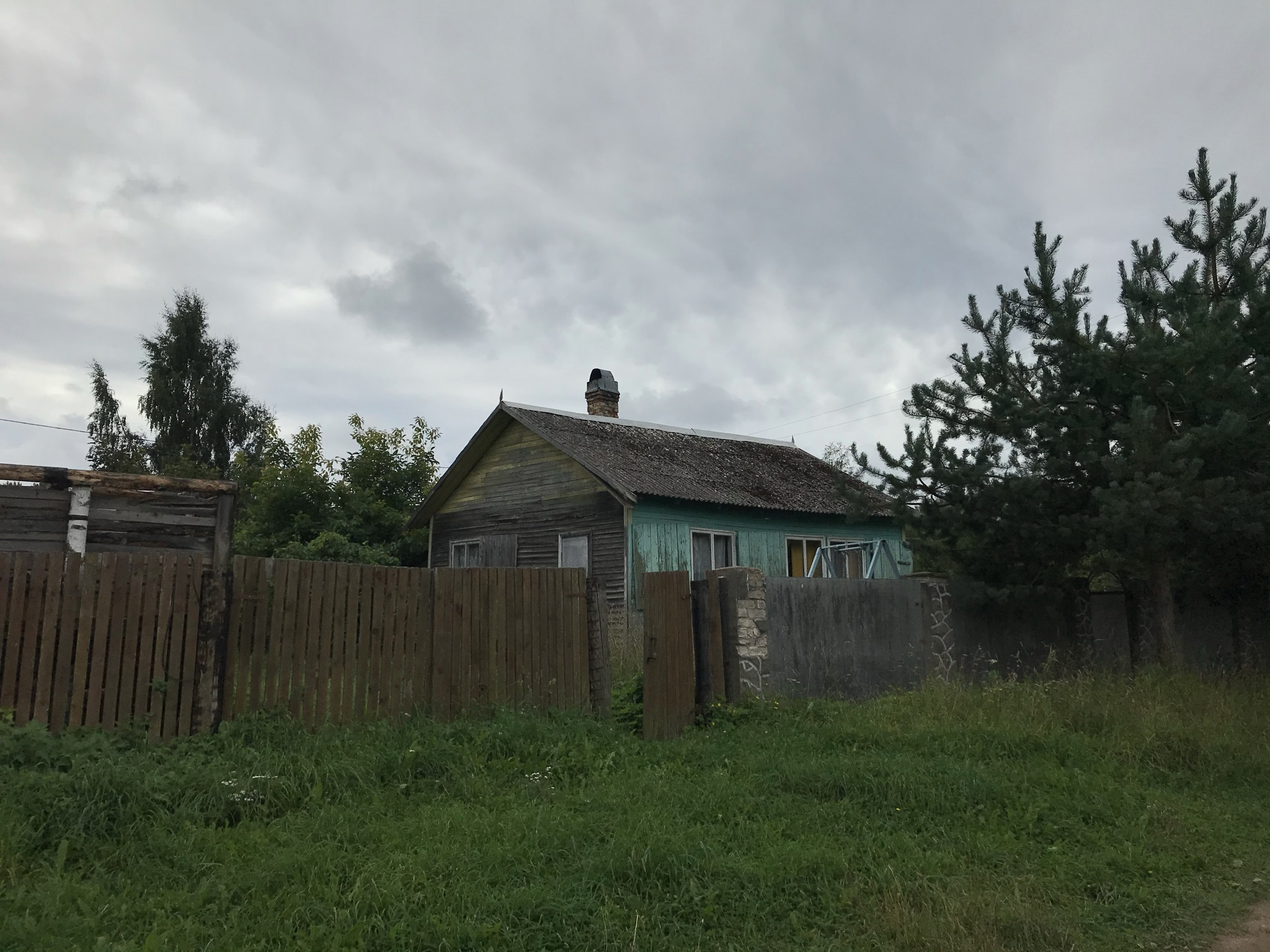
Бывшее здание сельского магазина
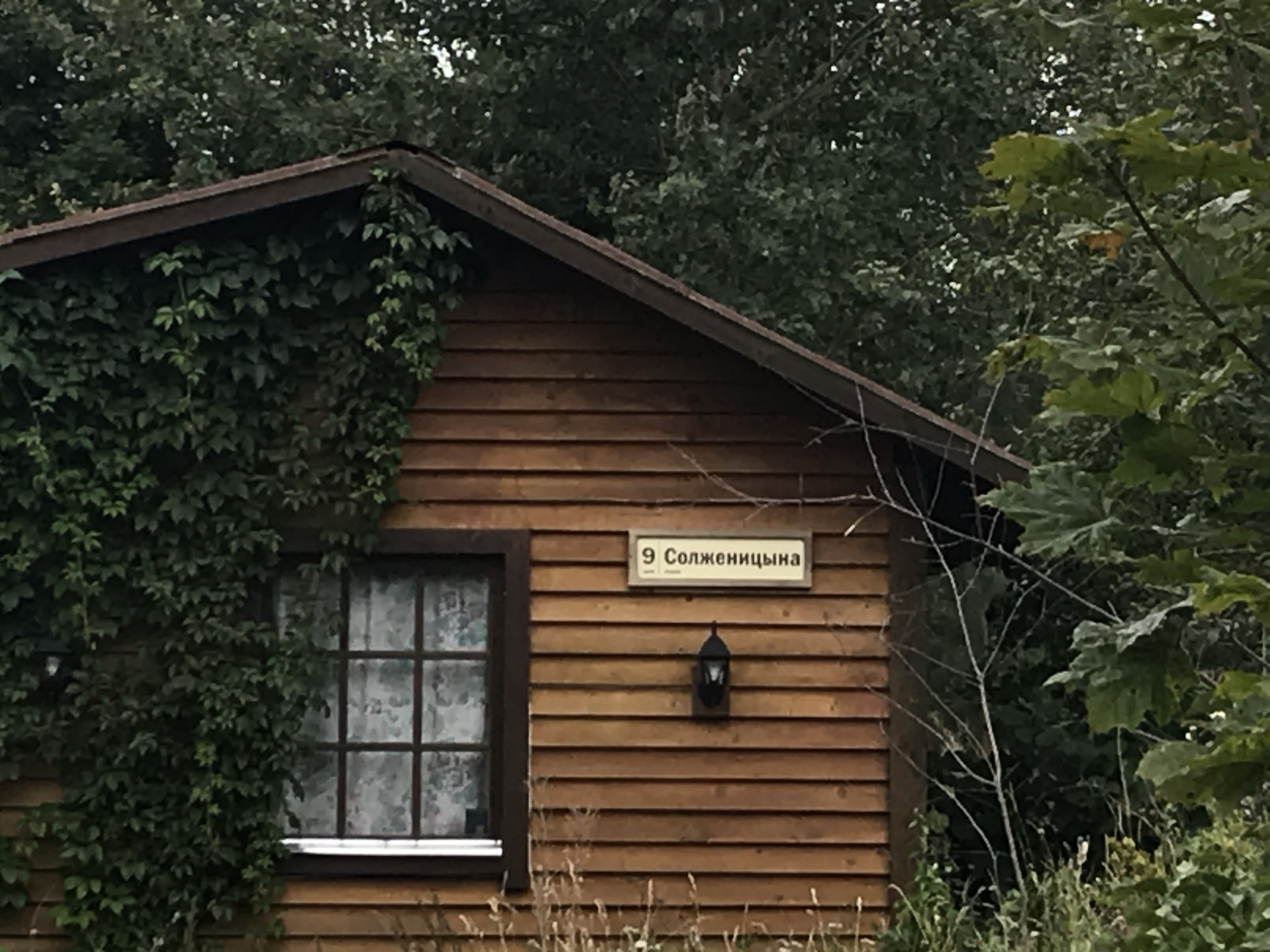
Дом на улице Солженицына
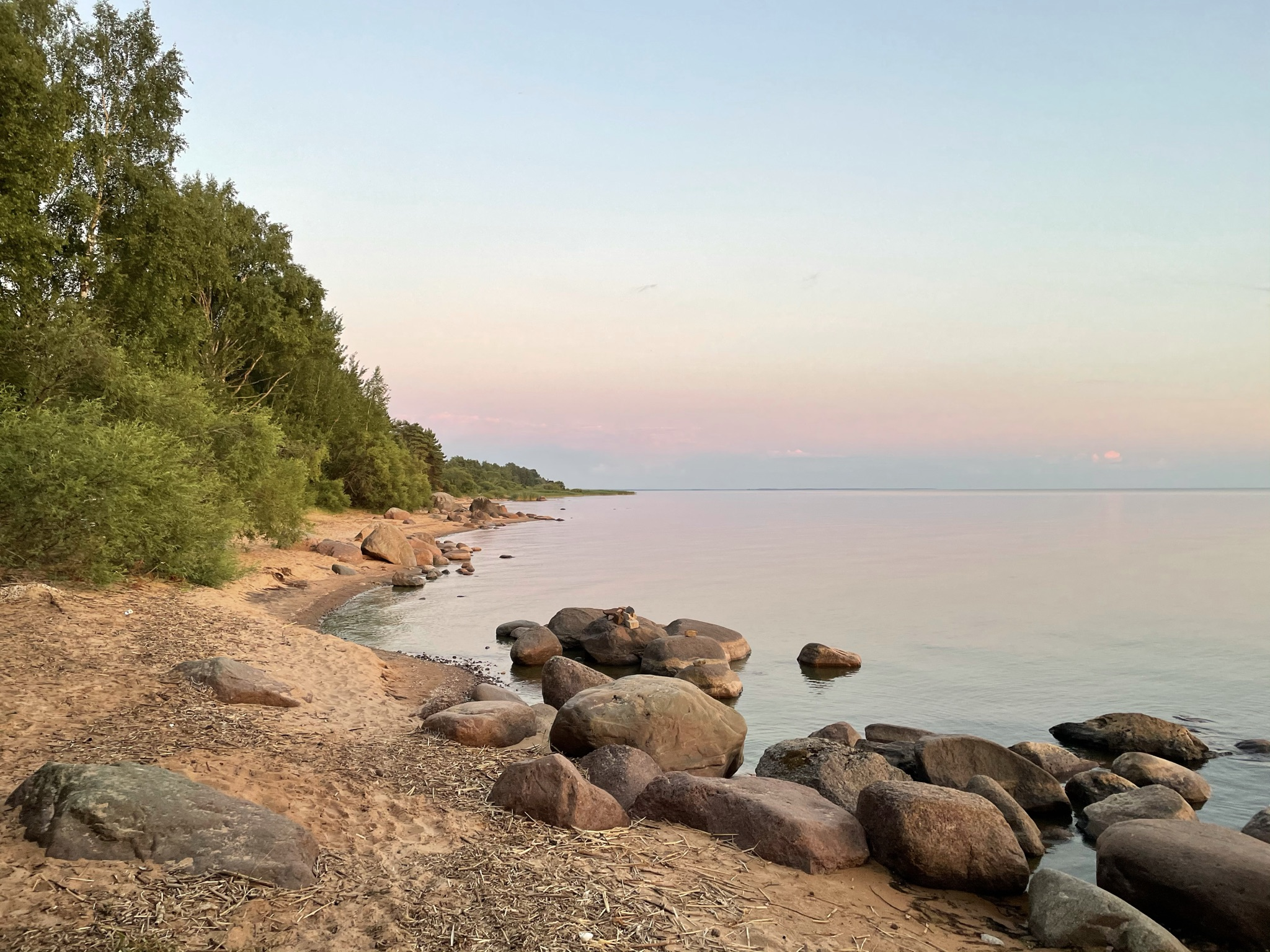
Чудское озеро в окрестностях Кунести
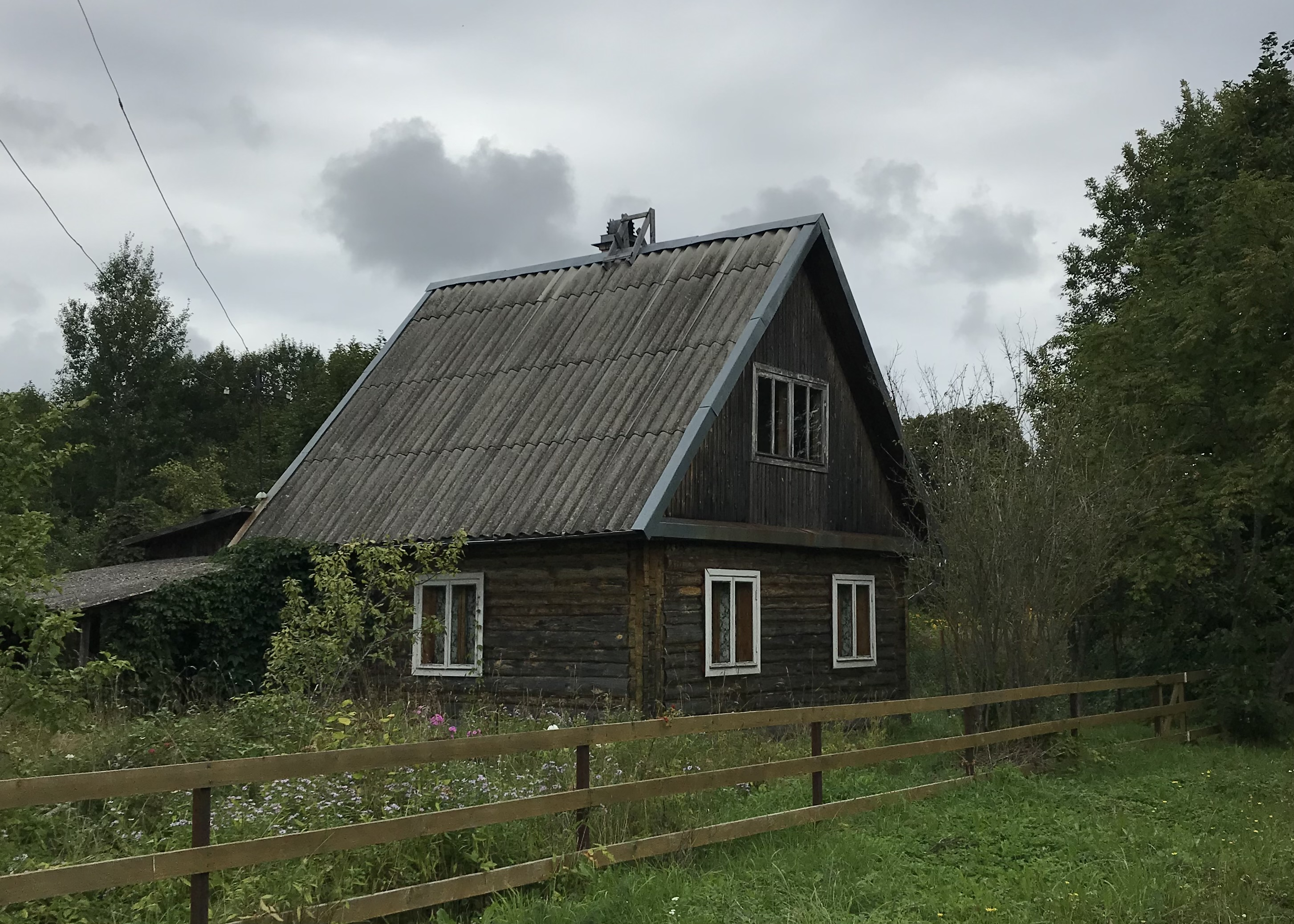
Жилой дом на краю деревни